# 杜布羅維齊亞 (亞沃里夫區)
49°58′33″N 23°48′45″E / 49.97583°N 23.81250°E
杜布羅維齊亞（烏克蘭語：Дубровиця），是烏克蘭的村落，位於該國西部利沃夫州，由亞沃里夫區負責管轄，處於多馬日爾河畔，面積2.58平方公里，海拔高度313米，2001年人口491。